# Galeria dos Espelhos

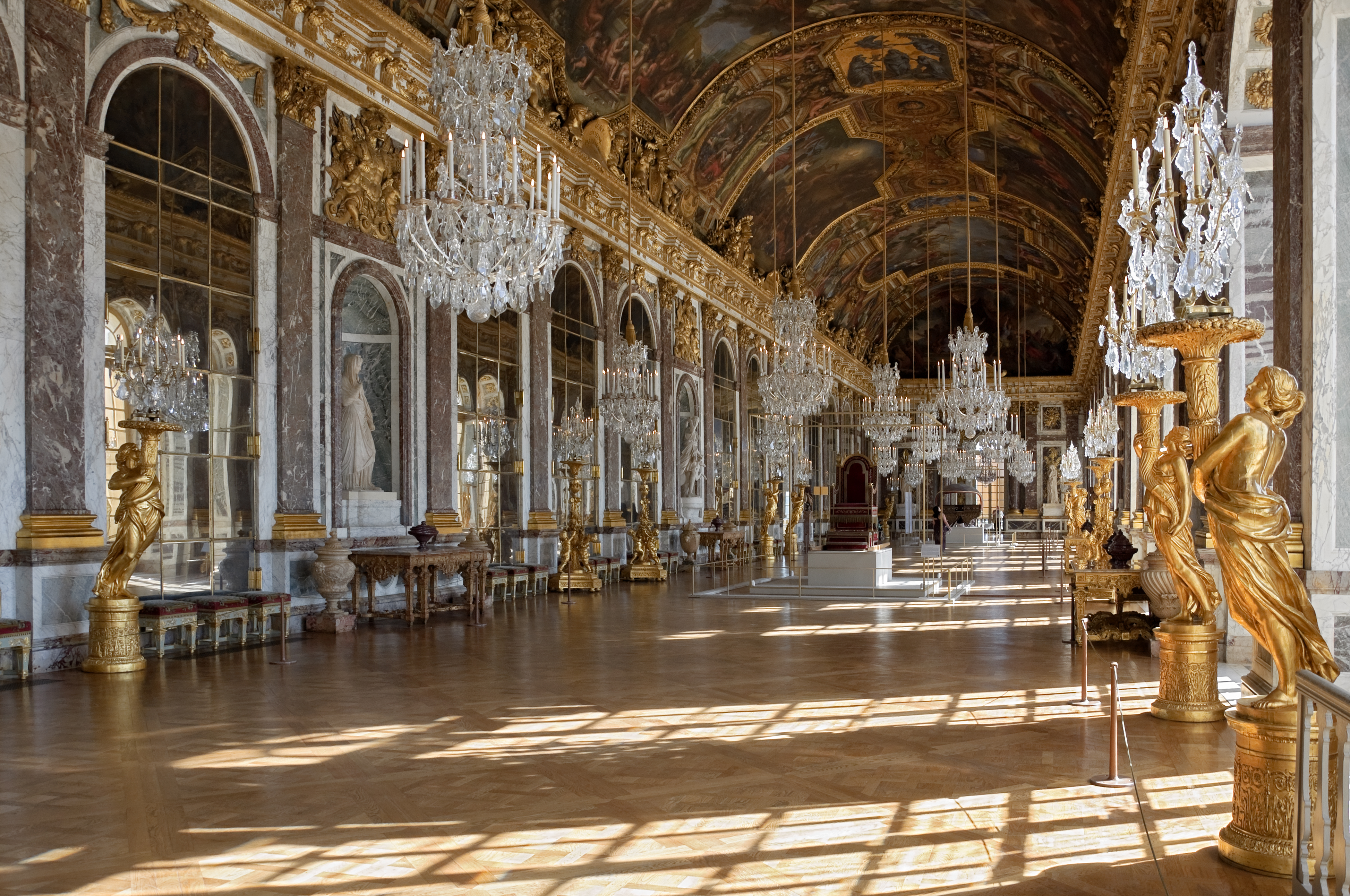
Galeria dos Espelhos no Palácio de Versalhes

A Galeria dos Espelhos (Galerie des Glaces) é uma das principais galerias do Palácio de Versalhes, em Versalhes, França. A sua construção data de 1678, no reinado de Luís XIV. Para a sua construção e, também, para o salon de la guerre ("salão da guerra") e salon de la paix ("salão da paz"), que ligavam o grand appartement du roi ("grande quarto do rei") com o grande appartement de la reine ("grande quarto da rainha"), o arquiteto Jules Hardouin-Mansart utilizou três divisões de cada quarto, tal como do terraço que separava os dois quartos.
Uma das características da galeria, são os 17 arcos revestidos com espelho que refletem as 17 janelas em arco viradas para o jardim. Cada arco contém 21 espelhos, num total de 357, utilizados para decorar a galeria. Os arcos estão fixados entre pilastras de mármore cujos capitéis ilustram os símbolos da França. Estes capiteis revestidos a bronze incluem a flor-de-lis e o galo gaulês. Muitas das outras decorações foram utilizadas para o esforço de guerra, como travessas em prata e guéridons, as quais foram derretidas por ordem de Luís XIV, em 1689, para financiar a Guerra dos Nove Anos.

## Biografia

### Livros
- Bluche, François (1986). Louis XIV. [S.l.]: Paris: Arthème Fayard
- Bluche, François (1991). Dictionnaire du Grand Siècle. [S.l.]: Paris: Arthème Fayard
- Combes, sieur de (1681). Explication historique de ce qu'il y a de plus remarquable dans la maison royale de Versailles. [S.l.]: Paris: C. Nego
- Cosnac, Gabriel-Jules, comte de (1984). Mémoires du marquis de Sourches sur le règne de Louis XIV. [S.l.]: Paris: Librairie Hachette et Cie
- Cruysse, Dirk Van der (1991). Louis XIV et le Siam. [S.l.]: Paris: Arthème Fayard
- Dangeau, marquis de (1854). Journal avec les additions inedites du duc de Saint-Simon. vol. 3. (1689–1692). [S.l.]: Paris: Firmin Didot Freres
- Félibien, André (1694). La description du château de Versailles, de ses peintures, et des autres ouvrags fait pour le roy. [S.l.]: Paris: Antoine Vilette
- Félibien, Jean-François (1703). Description sommaire de Versailles ancienne et nouvelle. [S.l.]: Paris: A. Chrétien
- Marie, Alfred (1968). Naissance de Versailles. [S.l.]: Paris: Édition Vincet, Feal & Cie
- Marie, Alfred (1984). Versailles au temps de Louis XV. [S.l.]: Paris: Imprimerie National
- Marie, Alfred and Jeanne (1972). Mansart à Versailles. [S.l.]: Paris: Editions Jacques Freal
- Monicart, Jean-Baptiste de (1720). Versailles immortalisé. [S.l.]: Paris: E. Ganeau
- Nolhac, Pierre de (1901). La Création de Versailles. [S.l.]: Versailles: L. Bernard
- Nolhac, Pierre de (1925). Versailles, Résidence de Louis XIV. [S.l.]: Paris: Louis Conrad
- Nolhac, Pierre de (1926). Versailles au XVIIIe siècle. [S.l.]: Paris: Louis Conrad
- Nolhac, Pierre de (1929). Versailles. [S.l.]: Paris: A. Morancé
- Nolhac, Pierre de (1930). Versailles et la cour de France: L'Art à Versailles. [S.l.]: Paris: Louis Conard
- Nolhac, Pierre de (1937). La Résurrection de Versailles, souvenirs d'un conservateur, 1887–1920. [S.l.]: Paris: Plon
- Piganiol de la Force, Jean-Aymar (1701). Nouvelle description des châteaux et parcs de Versailles et Marly. [S.l.]: Paris: Chez Florentin de la lune
- Solnon, Jean-François (1987). La Cour de France. [S.l.]: Paris: Fayard
- Solnon, Jean-François (1997). Versailles. [S.l.]: Paris: Éditions du Rocher
- Verlet, Pierre (1945). Le mobilier royal Français. [S.l.]: Paris
- Verlet, Pierre (1985). Le château de Versailles. [S.l.]: Paris: Librairie Arthème Fayard

### Jornais e revistas
- Jacquiot, Joseph (1985). «Remarques critiques sur les inscriptions de la galerie de Versailles, par Boileau-Despéaux». Colloque de Versailles
- Jestaz, Bertrand (1985). «Jules Hardouin-Mansart et ses dessinateurs». Colloque de Versailles
- Josephson, Ragnar (1926). «Relation de la visite de Nicodème Tessin à Marly, Versailles, Rueil, et St-Cloud en 1687». Revue de l'Histoire de Versailles: 150–67, 274–300
- Kimball, Fiske (março de 1940). «Mansart and LeBrun and the Genesis of the Grand Galerie de Versailles». The Art Bulletin. 22 (1): 1–6. JSTOR 3046675. doi:10.2307/3046675
- Langner, Johannes (1982). «Le Brun interprête de l'histoire de Louis XIV: à propos d'un tableau de la Galerie des Glaces à Versailles». Formes. Spring: 21–26
- «Mercure galant». Mercure galant. Dezembro de 1682
- Montagu, Jenifer (novembro de 1992). «Le Brun's Early Designs for the Grand Galerie: some comments on the drawings». Gazette des Beaux-Arts. 6 pér., tome 120: 195–206
- Montagu, Jenifer (agosto de 1963). «The Early Ceiling Decorations of Charles Le Brun». The Burlington Magazine. CV (725): 365–408
- Montagu, Jenifer (1968). «The Painted Enigma and French Seventeenth-century Art». Journal of the Warburg and Courtauld Institutes, Vol. 31. Journal of the Warburg and Courtauld Institutes. 31: 307–335. JSTOR 750646. doi:10.2307/750646
- Nolhac, Pierre de (1899). «La construction de Versailles de Le Vau». Revue de l'Histoire de Versailles: 161–171
- Sabatier, Gérard (1985). «Versailles, ou le sens perdu, manière de montrer la galerie des glaces aux 17e et 18e siècles». Colloque de Versailles
- Verlet, Pierre (1985). «Les guéridons de la Galerie des Glaces». Bulletin de la société de l'art français: 129–135.